# Christina Smith

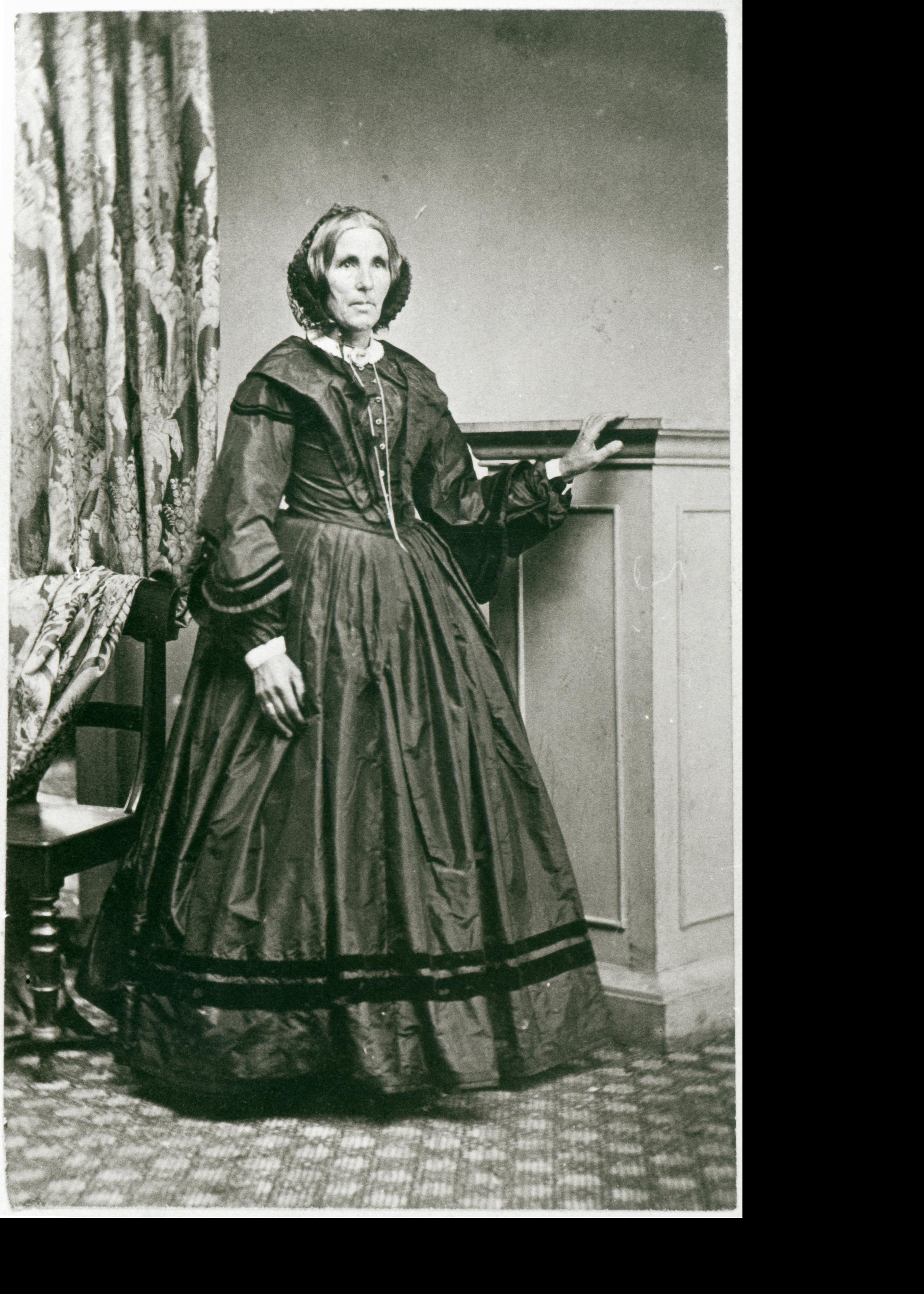
Christina Smith, ca 1865.

Christina Smith, troligen född 25 juli 1809, död 1893, var en australiensisk missionär och lärare, känd för sitt arbete för aboriginers rättigheter.  
Christina Smith föddes i Glenlyon i Perthshire i Skottland som dotter till arrendatorn James Menzies och Catherine McNaughton, och gifte sig 1832 med Finlay Stewart. Som änka emigrerade hon till Australien med sina två bröder och sin son 1839. Hon gifte sig 1841 med postmästaren James Smith (1796-1860), och flyttade 1854 med honom till Rivoli Bay south (Greytown). 
Smith var övertygad om att aboriginerna var utsatta för övergrepp genom europeisk aggression, sjukdomar och stöld av land, och hon började tidigt kartlägga deras kultur, legender och seder. Familjen flyttade 1854 till en farm vid Mount Gambier, där hon 1855-60 drev en skola för aboriginer. Under åren 1865-68 drev hon en kombinerad skola och barnhem för aboriginer. Syftet var att bevisa att det inte var omöjligt att bilda dessa till kristna samhällsmedborgare.